# Gonäs
Gonäs er et byområde i Ludvika kommun i Dalarnas län i Sverige, beliggende cirka syv kilometer vest for Ludvika.

## Historie
Den første indbygger i byen var Ärland Algutsson, som bosatte sig omkring år 1570, hvor byen hed Ärlandsbo. I Gonäs blev der allerede i 1602 anlagt en bjergmandsejet hytte, og i tilknytning til hytten voksede byen frem. Dette skulle blive den sidste bjergmandshytte, som blev nedlagt så sent som 1926. Et minde fra bjergmandstiden er den velbevarede Gonäs bergsmansgård, som siden 1972 har været et Byggnadsminne.
I 1874 blev Frövi–Ludvika Järnväg ført forbi byen. Der var egen stationsbygning, som dog blev revet ned i 1959. Selve jernbanestrækningen blev nedlagt i 1981 og er blevet erstattet af en asfalteret gang- og cykelvej som strækker sig hele vejen fra Ludvika til Grängesberg.
Poeten Dan Andersson boede i Gonäs, indtil han døde af en blåsyreforgiftning på hotell Hellman i Stockholm.

## Billeder
- Gonäs stationsbygning, revet ned i 1959
- Den vestlige indkørsel til Gonäs
- Mulltimmerhyttan i Gonäs, revet ned i 1930